# Étienne-Auguste Dossion
Étienne-Auguste Dossion, né le 9 aout 1770 à Paris, où il est mort le 3 octobre 1832, est un dramaturge et poète français.

## Biographie
Fils d’un danseur figurant de l’Opéra, Dossion était « l’un de ces acteurs-auteurs qui ont contribué à la formation du répertoire de la chanson, et l’un des plus féconds ». Il a connu une existence pour le moins agitée. Il fut successivement clerc de notaire, souffleur et arlequin au théâtre du Vaudeville, maitre d’études à Sainte-Barbe, inspecteur sur les ponts, employé au ministère de l’intérieur sous Corbière, renvoyé par l’influence de Godiche, parce qu’il lui lançait toujours des bouffées de tabac et qu’il sentait l’eau-de-vie, blanchisseur à Vaugirard, avant de finir journalier puis de mourir à l’Hôtel-Dieu.

## Œuvres
- Arlequin Pygmalion ou la Bague enchantée, parade en un acte, mêlée de vaudevilles, Paris, an II (1794), in-8° ;
- Romance sur la mort d’Agricole Viala ;
- La Mouche du coche, ou Monsieur Fait-Tout, comédie en un acte et en prose, avec Dossion, 1812, Paris, 1802, in-8°, avec Georges Duval ;
- Couplets chantés à la section des Tuileries : le décadi 10 fructidor, l’an 2 de la République une & indivisible ;
- Recueil des couplets d’annonce chantés sur le théâtre du Vaudeville, depuis le 21 avril 1792... jusqu’au 1er vendémiaire an XII, Paris, Capelle, an XII ;
- Regrets d’un captif républicain français, d’être éloigné de sa patrie ;
- Ode à l’Etre suprême, musique de Dalayrac ;
- À quelque chose malheur est bon, ou le Bien à côté du mal, Paris, Barba, 1807 ;
- Épitre au poëte cordonnier, Paris, Aubry , 1808, in-8°, 8 p. ; Paris, 1808, in-8° ;
- L’Éducation du fils d’Alcide, couplets sur la naissance du roi de Rome ;
- Chant des berceuses du Roi de Rome ;
- L’Élan du cœur. Opuscules à l’occasion du sacre de S. M. Charles X, 1825, in-8° ;
- Stances sur la mort de Louis XVIII ;
- Le Bordeaux, chanson bacchique (sic), pour le baptême de S. A. R. Mgr le Duc de Bordeaux ;
- Le Cri des employés. Réponse à MM. de La Bourdonnaye, Castelbajac, de Villèle, Cornet d’Incourt, Dufourgerais, etc., Paris, Delaunay, 1817 ;
- Recueils des couplets d’annonces chantés sur le théâtre du Vaudeville ; 1803, 1 vol. in-18 ;
- Histoire vraisemblable, 1807, in-8°, sous le pseudonyme de Bernard ;
- Guide du Constitutionnel, Paris, 1819, br. in-8°.